# 다카오역 (도쿄도)
다카오역, 또는 타카오역(일본어: 高尾駅)은 일본 도쿄도 하치오지시에 위치한 동일본여객철도 · 게이오 전철의 철도역이다. JR 동일본의 주오 본선과 게이오 전철의 게이오 다카오 선 등 2개의 노선이 운행 중이다.

## 타는 곳

### JR 동일본
역 번호는 JC 24이며, 섬식 승강장 2면 4선의 구조를 갖춘 지상역이다.
| 1     | ■ 주오 선 | 상행                          | 하치오지 · 다치카와 · 신주쿠 · 도쿄 방면 | 일부 열차만 |
| 2 · 4 | ■ 주오 선 | 상행                          | 하치오지 · 다치카와 · 신주쿠 · 도쿄 방면 |             |
| 하행  | ■ 주오 선 | 사가미코 · 오쓰키 · 고후 방면 |                                          |             |

### 게이오 전철
역 번호는 KO 52이며, 섬식 승강장 1면 2선의 구조를 갖춘 고가역이다.
| 5 | 다카오 선 | 상행 | 기타노 · 다카하타후도 · 조후 · 신주쿠 방면 |                              |
| 6 | 다카오 선 | 하행 | 다카오산구치 방면                          | 마지막 열차는 5번선부터 발차 |

## 이용 현황
| 연도별 1일 평균 하차 승차 인원 | 연도별 1일 평균 하차 승차 인원 | 연도별 1일 평균 하차 승차 인원 | 연도별 1일 평균 하차 승차 인원 |
| 연도                           | JR 동일본                      | 게이오 전철                    | 게이오 전철                    |
| 연도                           | JR 동일본                      | 1일 평균 하차 인원             | 1일 평균 승차 인원             |
| ------------------------------ | ------------------------------ | ------------------------------ | ------------------------------ |
| 1967년                         |                                | 3,160                          |                                |
| 1970년                         | 6,376                          |                                |                                |
| 1975년                         | 11,257                         |                                |                                |
| 1980년                         | 20,654                         |                                |                                |
| 1985년                         | 23,659                         |                                |                                |
| 1989년                         | 28,049                         | 26,435                         | 13,005                         |
| 1990년                         | 30,391                         | 27,526                         | 13,307                         |
| 1991년                         | 32,131                         | 28,042                         | 13,525                         |
| 1992년                         | 33,471                         |                                | 13,490                         |
| 1993년                         | 33,668                         | 13,148                         |                                |
| 1994년                         | 34,814                         | 13,241                         |                                |
| 1995년                         | 34,301                         | 27,705                         | 13,281                         |
| 1996년                         | 35,542                         |                                | 13,605                         |
| 1997년                         | 35,225                         | 13,329                         |                                |
| 1998년                         | 34,266                         | 13,304                         |                                |
| 1999년                         | 33,874                         | 13,358                         |                                |
| 2000년                         | 33,666                         | 26,739                         | 13,216                         |
| 2001년                         | 33,391                         |                                | 13,334                         |
| 2002년                         | 32,627                         | 12,978                         |                                |
| 2003년                         | 32,554                         | 26,632                         | 13,238                         |
| 2004년                         | 32,091                         | 26,635                         | 13,271                         |
| 2005년                         | 32,388                         | 26,677                         | 13,345                         |
| 2006년                         | 32,074                         | 26,505                         | 13,301                         |
| 2007년                         | 31,909                         | 26,828                         | 13,320                         |
| 2008년                         | 31,667                         | 27,616                         | 13,729                         |
| 2009년                         | 30,862                         | 27,685                         | 13,751                         |
| 2010년                         | 30,517                         | 27,585                         | 13,688                         |
| 2011년                         | 29,968                         | 26,743                         | 13,274                         |
| 2012년                         | 29,883                         | 27,422                         | 13,600                         |
| 2013년                         | 30,284                         | 27,453                         | 13,569                         |
| 2014년                         | 29,710                         | 27,209                         | 13,419                         |
| 2015년                         | 29,110                         | 27,414                         | 13,498                         |

## 역 주변
- 도쿄 의과 대학 하치오지 의료 센터
- 다쿠쇼쿠 대학 하치오지 캠퍼스

## 인접 역
| 동일본 여객철도 주오 본선    | 동일본 여객철도 주오 본선                      | 동일본 여객철도 주오 본선            |
| ---------------------------- | ---------------------------------------------- | ------------------------------------ |
| JC 22 하치오지 도쿄 방면     | 통근 쾌속 (상행)                               | JC 25 사가미코 시오지리 방면         |
| JC 23 니시하치오지 도쿄 방면 | 주오 쾌속선                                    | JC 25 사가미코 시오지리 방면         |
| 게이오 전철 다카오 선        |                                                |                                      |
| KO 50 메지로다이 기타노 방면 | ■ 특급 · ■ 급행                                | 다카오산구치 KO 53 다카오산구치 방면 |
| KO 51 하자마 기타노 방면     | ■ 준특급 · ■ 구간 급행 · ■ 쾌속 · ■ 각 역 정차 | 다카오산구치 KO 53 다카오산구치 방면 |